# AS-Interface
AS-Interface (Actuator Sensor Interface), ou apenas AS-i é um protocolo de comunicação utilizado por sistemas automatizados na indústria.
A interface faz parte de um sistema tecnológico em que se encontra em diversos produtos eletrônicos, apesar de ser um produto não tao comum e um produto caro.